# Zheng Long
Zheng Long (en xinès: 郑龙; nascut el 15 d'abril de 1988 a Qingdao, Shandong) és un futbolista xinès. Juga de davanter i el seu equip actual és el Guangzhou Evergrande de la Superliga de la Xina.

## Carrera
Zheng Long va començar la seva carrera com a futbolista en la temporada 2006 després de graduar-se del planter de Qingdao Jonoon. Finalment faria el seu debut per al club l'any següent, el 3 de març de 2007, en un empat 1-1 davant Zhejiang Greentown. Al llarg de tota la temporada ell seria part determinant de l'equip en disputar 20 partits de lliga; no obstant això, va anar durant 2008 que Zheng es va afirmar com un prominent jugador del costat esquerre i un especialista en tirs lliures dins de l'equip, quan ell va ajudar a Qingdao amb cinc gols en 27 aparicions.
El 19 de juliol de 2013, Zheng va ser cedit a préstec a Guangzhou Evergrande de la Superliga de la Xina fins al 31 de desembre d'aquest mateix any. Ell va fer el seu debut per al club el 31 de juliol de 2013 en una victòria per 3-0 a Beijing Guoan. Zheng va ser transferit permanentment al quadre del Canton en la temporada 2014 després que Qingdao descendís de la primera divisió l'any anterior. No va disputar partits durant el 2014 a causa d'una greu lesió en la cama.

## Internacional
Zheng va fer el seu debut per la Selecció de futbol de la Xina el 18 de juliol de 2009 en una victòria 3-1 a Palestina. Va marcar el seu primer gol per a l'equip nacional el 8 de novembre de 2009 en un empat 2-2 davant Kuwait.

## Trajectòria

### Clubs
| Club                           | País            | Any            |
| ------------------------------ | --------------- | -------------- |
| Qingdao Jonoon                 | R.P. de la Xina | 2006 - 2013    |
| Guangzhou Evergrande (préstec) | R.P. de la Xina | 2013           |
| Guangzhou Evergrande           | R.P. de la Xina | 2014 - Present |

## Estadístiques

### Clubs
- Actualitzat fins al 16 de març de 2016:

| Club | Div.          | Temporada     | Lliga | Lliga | Lliga  | Copes nacionals(1) | Copes nacionals(1) | Copes nacionals(1) | Copes internacionals(2) | Copes internacionals(2) | Copes internacionals(2) | Total | Total | Total  | Mitjana golejadora(3) |
| Club | Div.          | Temporada     | Part. | Gols  | Asist. | Part.              | Gols               | Asist.             | Part.                   | Gols                    | Asist.                  | Part. | Gols  | Asist. | Mitjana golejadora(3) |
| --- | ------------- | ------------- | ----- | ----- | ------ | ------------------ | ------------------ | ------------------ | ----------------------- | ----------------------- | ----------------------- | ----- | ----- | ------ | --------------------- |
| Qingdao Jonoon · R.P. de la Xina |               |               |       |       |        |                    |                    |                    |                         |                         |                         |       |       |        |                       |
| 1a | 2006          | 4             | 0     | 0     | 0      | 0                  | 0                  | ?                  | ?                       | ?                       | 4                       | 0     | 0     | 0,00   |                       |
| 1a | 2007          | 20            | 1     | 1     | ?      | ?                  | ?                  | ?                  | ?                       | ?                       | 20                      | 1     | 1     | 0,05   |                       |
| 1a | 2008          | 27            | 5     | 2     | ?      | ?                  | ?                  | ?                  | ?                       | ?                       | 27                      | 5     | 2     | 0,19   |                       |
| 1a | 2009          | 30            | 5     | 4     | ?      | ?                  | ?                  | ?                  | ?                       | ?                       | 30                      | 5     | 2     | 0,17   |                       |
| 1a | 2010          | 24            | 3     | 2     | ?      | ?                  | ?                  | ?                  | ?                       | ?                       | 24                      | 3     | 2     | 0,13   |                       |
| 1a | 2011          | 29            | 5     | 13    | 0      | 0                  | 0                  | ?                  | ?                       | ?                       | 29                      | 5     | 13    | 0,17   |                       |
| 1a | 2012          | 24            | 4     | 2     | 0      | 0                  | 0                  | ?                  | ?                       | ?                       | 24                      | 4     | 2     | 0,17   |                       |
| 1a | 2013          | 16            | 3     | 6     | 0      | 0                  | 0                  | ?                  | ?                       | ?                       | 16                      | 3     | 6     | 0,19   |                       |
| Total club | Total club    | 174           | 26    | 30    | 0      | 0                  | 0                  | 0                  | 0                       | 0                       | 174                     | 26    | 28    | 0,15   |                       |
| Guangzhou Evergrande · R.P. de la Xina |               |               |       |       |        |                    |                    |                    |                         |                         |                         |       |       |        |                       |
| 1a | 2013          | 7             | 2     | 0     | 1      | 0                  | 0                  | 1                  | 0                       | 0                       | 9                       | 2     | 0     | 0,22   |                       |
| 1a | 2014          | 0             | 0     | 0     | 0      | 0                  | 0                  | 0                  | 0                       | 0                       | 0                       | 0     | 0     | 0,00   |                       |
| 1a | 2015          | 27            | 7     | 6     | 0      | 0                  | 0                  | 13                 | 1                       | 2                       | 40                      | 8     | 8     | 0,20   |                       |
| 1a | 2016          | 2             | 0     | 0     | 1      | 0                  | 0                  | 3                  | 0                       | 0                       | 6                       | 0     | 0     | 0,00   |                       |
| Total club | Total club    | 36            | 9     | 6     | 2      | 0                  | 0                  | 17                 | 1                       | 2                       | 55                      | 10    | 8     | 0,18   |                       |
| Total carrera | Total carrera | Total carrera | 210   | 35    | 36     | 2                  | 0                  | 0                  | 17                      | 1                       | 2                       | 229   | 36    | 36     | 0,16                  |
| (1) Inclou dades de Copa de la Xina i Supercopa de la Xina. (2) Inclou dades de Lliga de Campions de l'AFC i Copa Mundial de Clubs de la FIFA. (3) No inclou gols en partits amistosos. |               |               |       |       |        |                    |                    |                    |                         |                         |                         |       |       |        |                       |

### Gols en la Selecció nacional
| No | Data                   | Seu                                                    | Oponent          | Gol | Resultat | Competició            |
| -- | ---------------------- | ------------------------------------------------------ | ---------------- | --- | -------- | --------------------- |
| 1. | 8 de novembre de 2009  | Estadi Al Kuwait Sports Club, Ciutat de Kuwait, Kuwait | Plantilla:Self-i | 1?1 | 2?2      | Amistós internacional |
| 2. | 6 de setembre de 2013  | Estadi Olímpic, Tianjin, Xina                          | Plantilla:Self-i | 5?1 | 6?1      | Amistós internacional |
| 3. | 6 de setembre de 2013  | Estadi Olímpic, Tianjin, Xina                          | Plantilla:Self-i | 6?1 | 6?1      | Amistós internacional |
| 4. | 10 de setembre de 2013 | Estadi Olímpic, Tianjin, Xina                          | Plantilla:Self-i | 1?0 | 2?0      | Amistós internacional |

### Resum estadístic
|                      | Partits | Gols | Mitjana |
| -------------------- | ------- | ---- | ------- |
| Lliga                | 210     | 35   | 0,17    |
| Copes nacionals      | 2       | 0    | 0,00    |
| Copes internacionals | 17      | 1    | 0,06    |
| Selecció de la Xina  | 10      | 4    | 0,40    |
| Total                | 239     | 40   | 0,17    |

## Palmarès

### Títols nacionals
| Títol                | Club                 | País            | Any  |
| -------------------- | -------------------- | --------------- | ---- |
| Superliga de la Xina | Guangzhou Evergrande | R.P. de la Xina | 2013 |
| Superliga de la Xina | Guangzhou Evergrande | R.P. de la Xina | 2014 |
| Superliga de la Xina | Guangzhou Evergrande | R.P. de la Xina | 2015 |
| Supercopa de la Xina | Guangzhou Evergrande | R.P. de la Xina | 2016 |
| Superliga de la Xina | Guangzhou Evergrande | R.P. de la Xina | 2016 |

### Títols internacionals
| Títol                      | Club (*)             | Seu   | Any  |
| -------------------------- | -------------------- | ----- | ---- |
| Lliga de Campions de l'AFC | Guangzhou Evergrande | Cantó | 2013 |
| Lliga de Campions de l'AFC | Guangzhou Evergrande | Cantó | 2015 |

(*) Incloent la selecció